# Chorão (Ijuí)
Chorão é um distrito rural do município brasileiro de Ijuí, no estado do Rio Grande do Sul.